# Cycnoderus dispar
Cycnoderus dispar är en skalbaggsart som beskrevs av Pierre Émile Gounelle 1911. Cycnoderus dispar ingår i släktet Cycnoderus och familjen långhorningar. Inga underarter finns listade i Catalogue of Life.